# Rajčetine
Rajčetine (en serbe cyrillique : Рајчетине) est un village de Serbie situé dans la municipalité de Crna Trava, district de Jablanica. Au recensement de 2011, il comptait 21 habitants.
Rajčetine est également connu sous le nom de Rajčetina.

## Démographie
| 1948 | 1953 | 1961 | 1971 | 1981 | 1991 | 2002 | 2011 |
| ---- | ---- | ---- | ---- | ---- | ---- | ---- | ---- |
| 267  | 225  | 248  | 177  | 83   | 46   | 33   | 21   |

|  |